# East Side Gallery

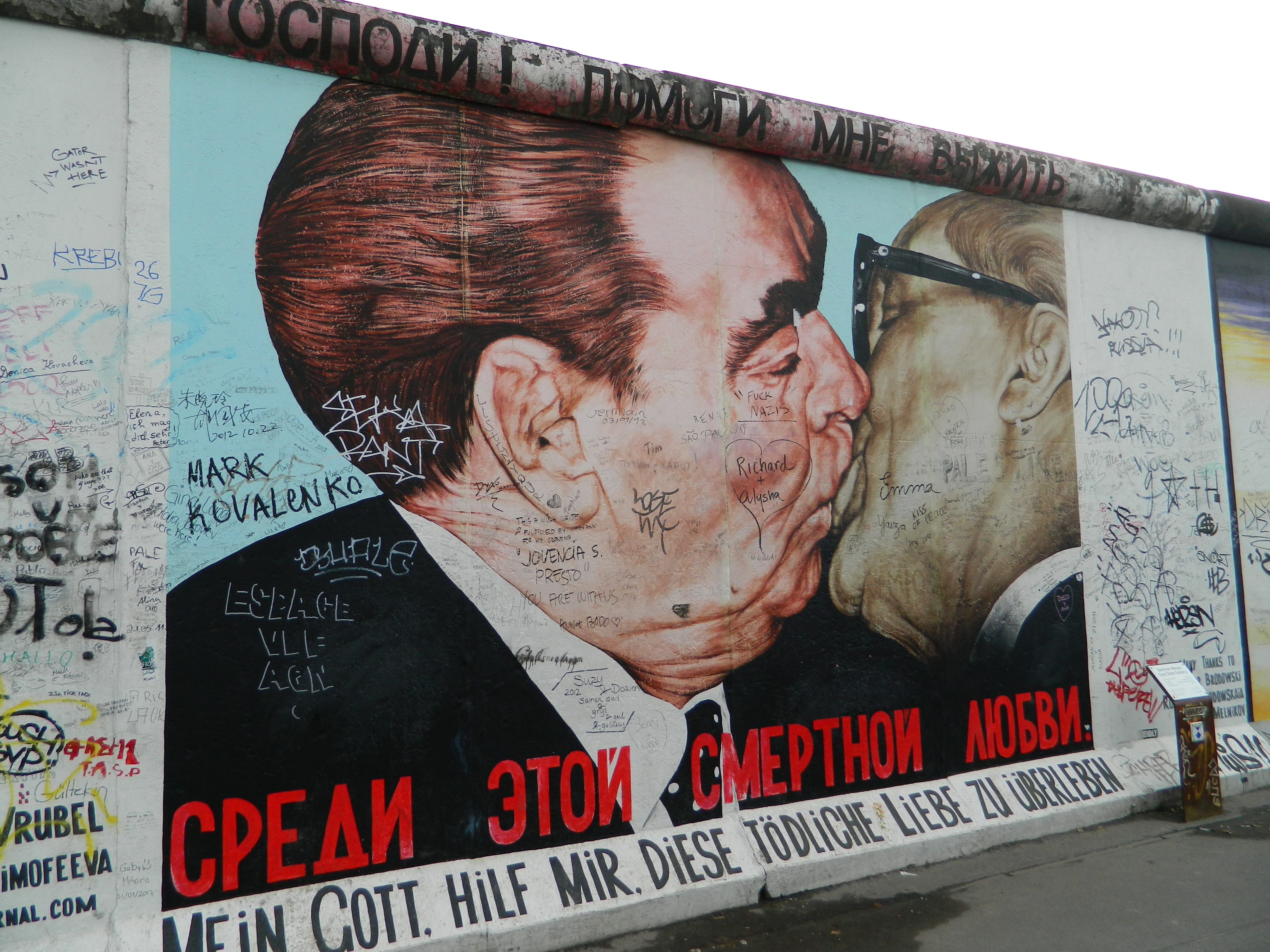
East Side Gallery

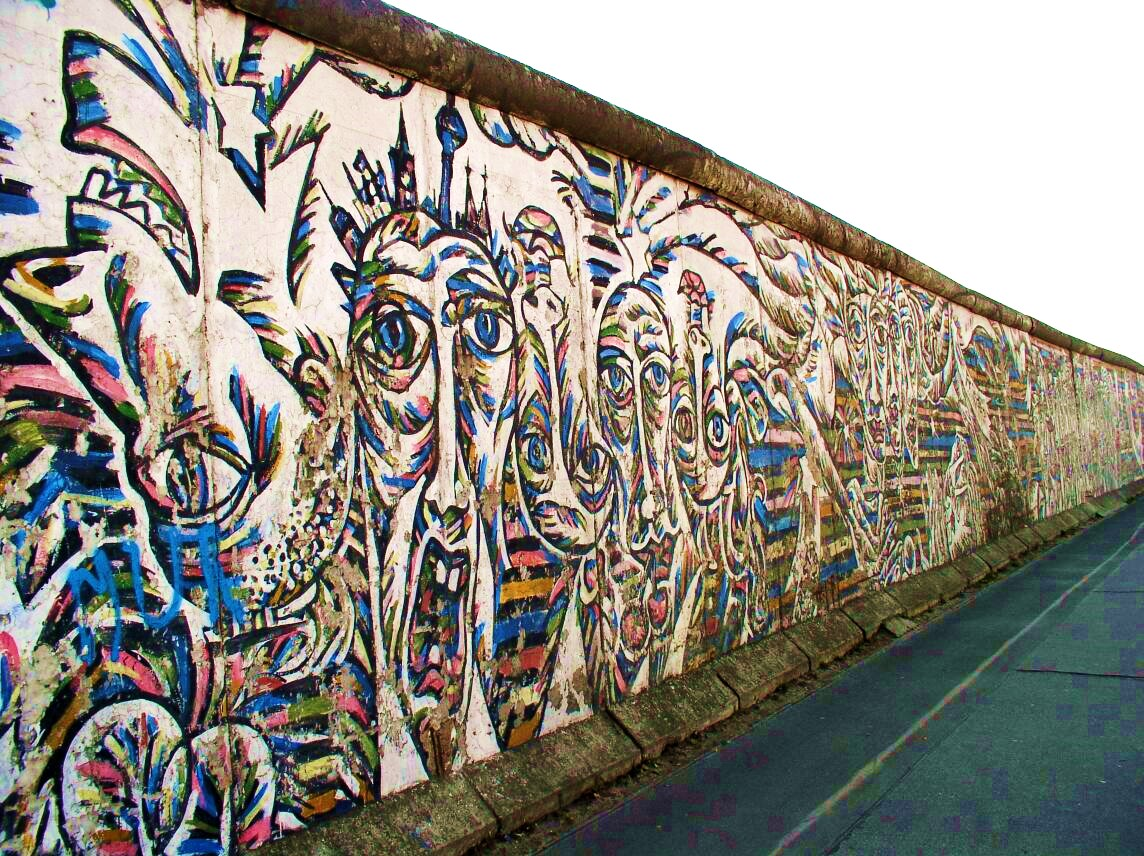
Delavsnitt vid bron Oberbaumbrücke

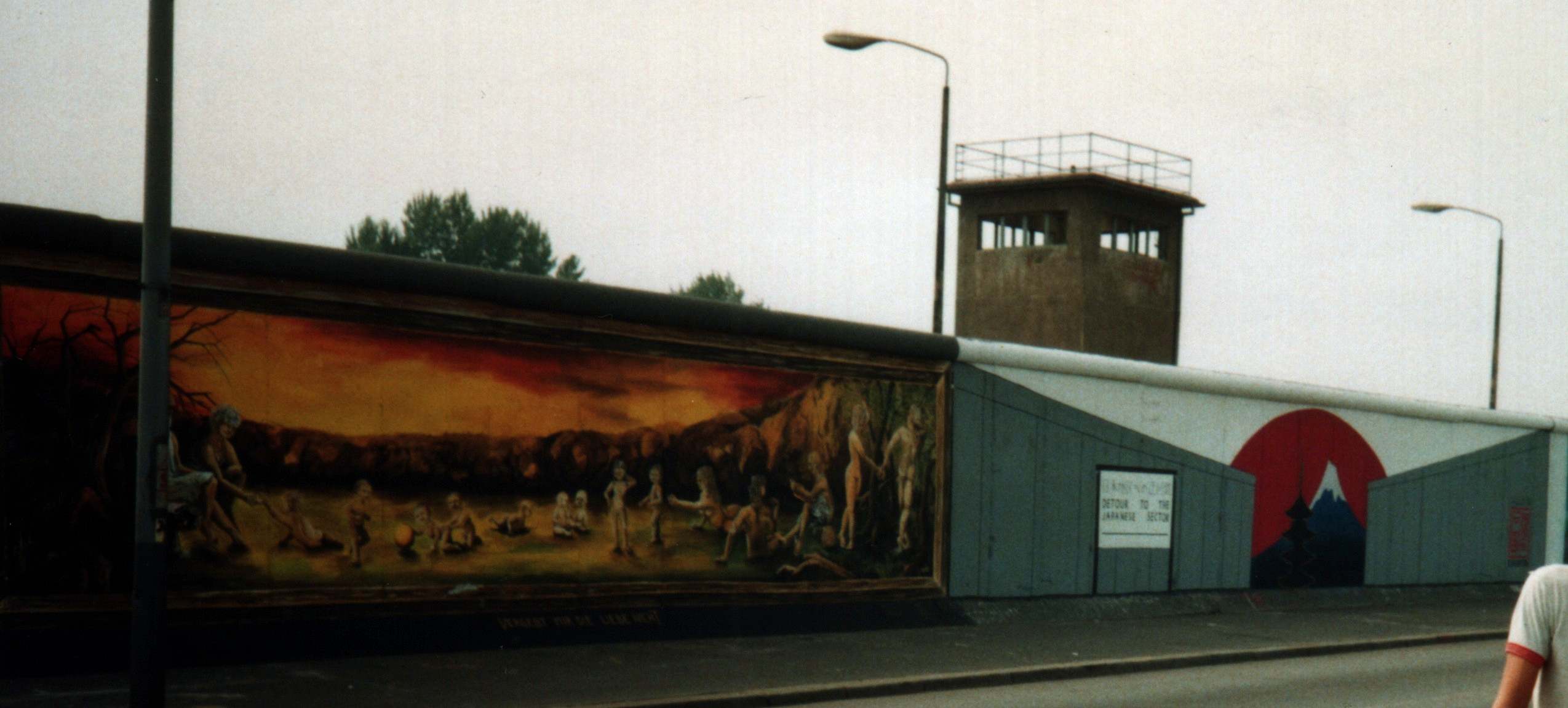
East Side Gallery i augusti 1990, medan det fortfarende fanns ett vakttorn från DDR bakom muren

East Side Gallery är ett kvarstående avsnitt av Berlinmuren. Det ligger i närheten av järnvägsstationen Berlin Ostbahnhof samt pendeltågs-/tunnelbanestation Warschauer Strasse vid floden Spree i stadsdelen Friedrichshain. I närheten finns Mercedes-Benz Arena samt East Side Mall. 
På murens östra sida finns 160 målningar av olika konstnärer från hela världen. Dessa målningar utfördes i början av 1990-talet och visar konstnärernas syn på de politiska förändringarna i Tyskland.
Galleriet invigdes den 28 september 1990. Det är 1316 meter lång och fick status av ett byggnadsminne. 1997 var målningarna på grund av vädrets inflytande i dåligt tillstånd och därför restaurerade man en del av dessa.
Det anses vara världens längsta galleri.

## East Side Gallery / Berlinmuren

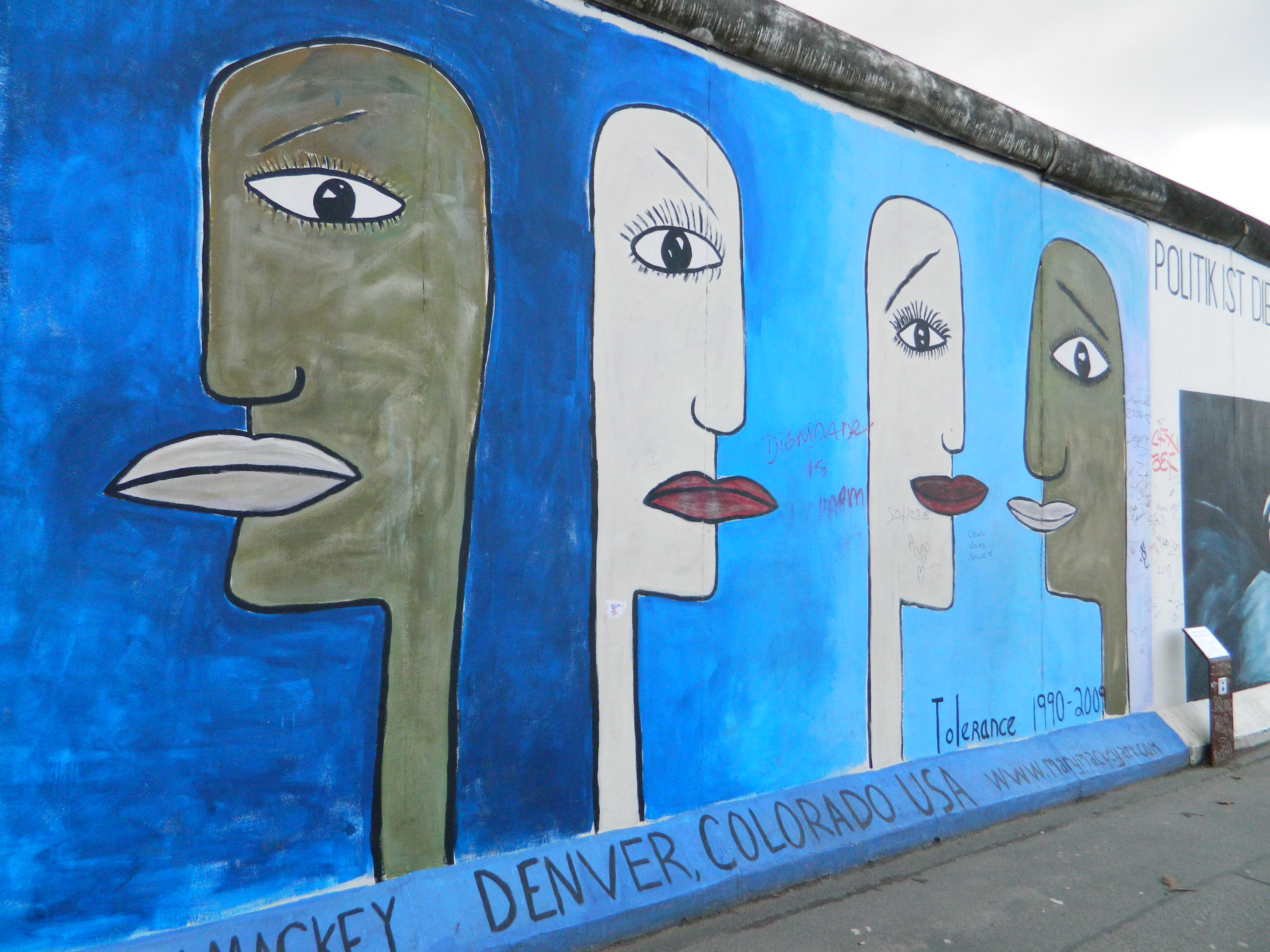
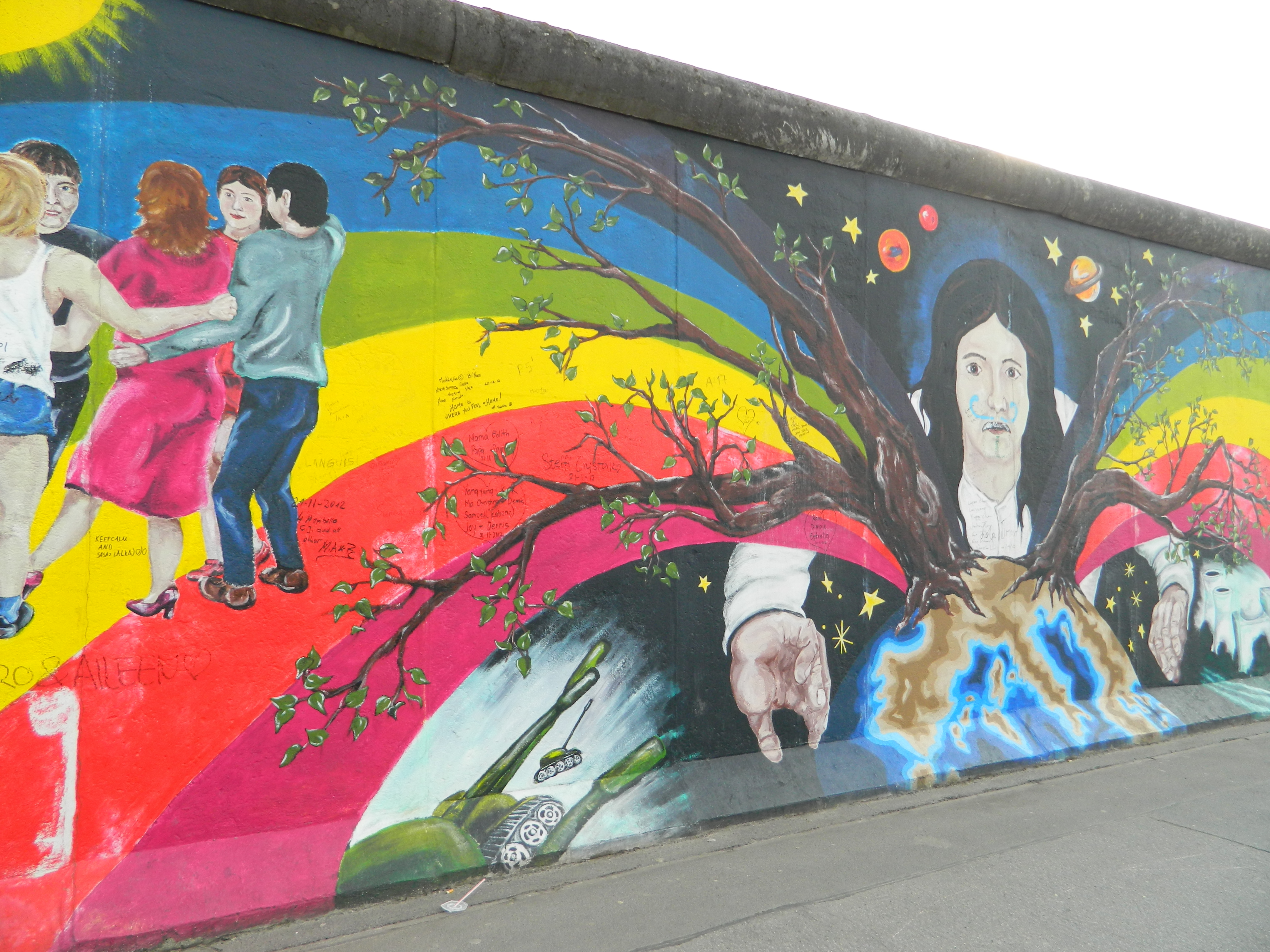
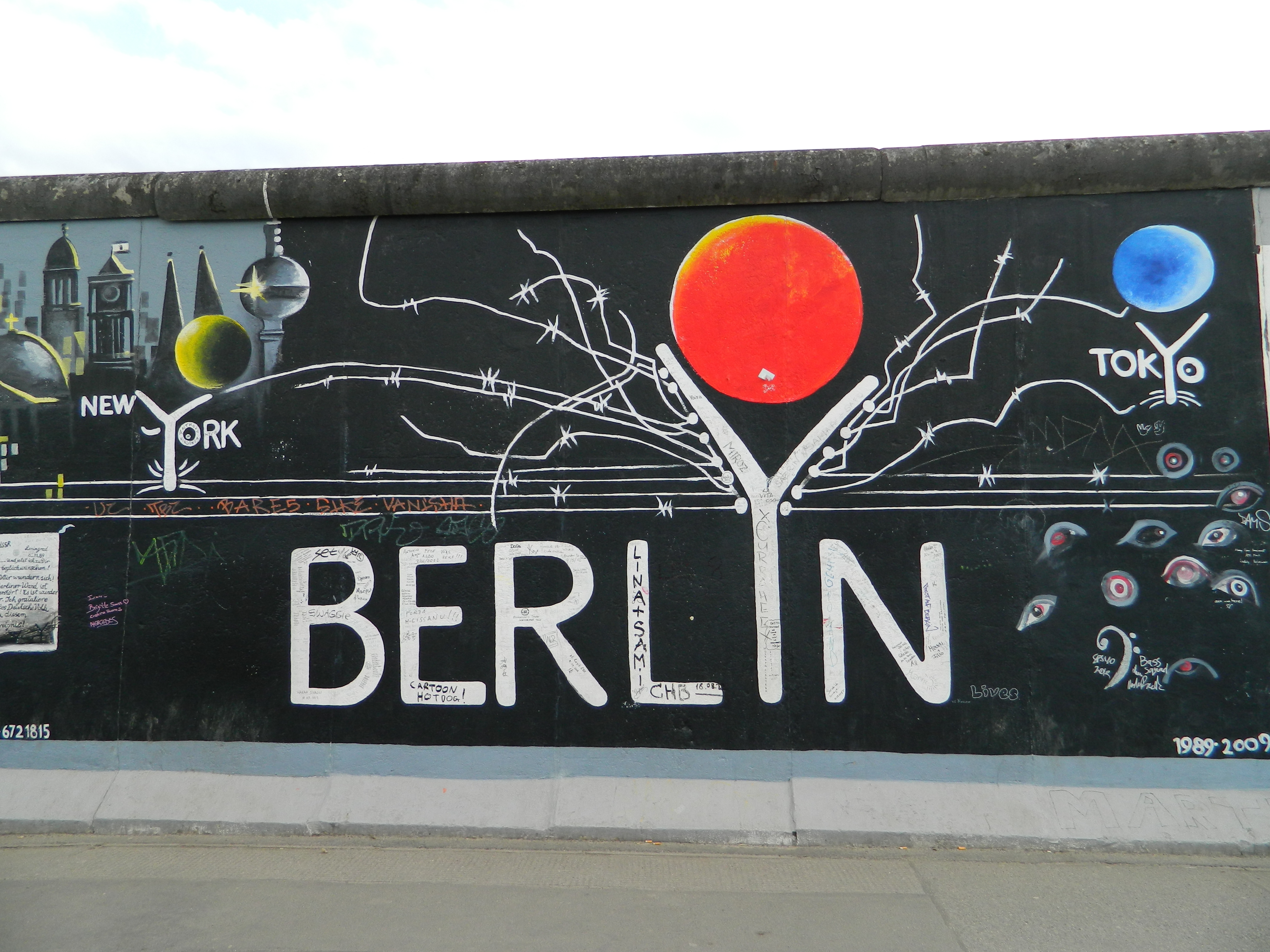